# Zenon Lenczewski
Zenon Lenczewski (ur. 26 stycznia 1893 w Bieliczanach, zm. 18 stycznia 1948 Warszawie) – podpułkownik saperów Wojska Polskiego, kawaler Orderu Virtuti Militari.

## Życiorys
Urodził się 26 stycznia 1893 w folwarku Bieliczanach, w ówczesnym powiecie ihumeńskim guberni mińskiej, w rodzinie Wiktora i Józefy z domu Hunczo.
Do Wojska Polskiego został przyjęty z byłych Korpusów Wschodnich i byłej armii rosyjskiej. Był długoletnim dowódcą 1. kompanii Batalionu Mostowego podczas wojny z bolszewikami i w czasie pokoju. 3 maja 1922 został zweryfikowany w stopniu kapitana ze starszeństwem z 1 czerwca 1919 i 127. lokatą w korpusie oficerów inżynierii i saperów.
3 maja 1926 został mianowany majorem ze starszeństwem z 1 lipca 1925 i 15. lokatą w korpusie oficerów inżynierii i saperów. W sierpniu tego roku został przeniesiony z Centralnego Zakładu Zaopatrzenia Saperów do 2 Pułku Saperów w Puławach na stanowisko dowódcy III Batalionu Saperów. W grudniu 1929 został przeniesiony do 7 Batalionu Saperów w Poznaniu na stanowisko kwatermistrza. W czerwcu 1933 został wyznaczony na stanowisko zastępcy dowódcy 7 bsap. W czerwcu 1934 został przeniesiony do Szkoły Podchorążych Inżynierii na stanowisko kwatermistrza. Z dniem 1 grudnia tego roku został przeniesiony do Głównej Składnicy Saperskiej na stanowisko zarządcy. W marcu 1939 należąc do rezerwy personalnej oficerów przy Inspektorze Saperów Sztabu Głównego był przydzielony do inspektora armii „na odcinku Polesie” gen. broni Kazimierza Sosnkowskiego na stanowisko wykonawcy studiów. Z dniem 31 lipca tego roku został przeniesiony w stan spoczynku. Na stopnień podpułkownika został mianowany ze starszeństwem z 1 lipca 1939 i 1. lokatą w korpusie oficerów saperów. Był to tzw. awans emerytalny w związku z przeniesiem w stan spoczynku.
8 września 1939 zgłosił się do służby i został oddany do dyspozycji naczelnego dowódcy saperów. 18 września 1939 w Kutach przekroczył granicę z Rumunią i został internowany na jej terytorium. Początkowo został osadzony w obozie w Călimănești. Od 8 grudnia do 25 lutego 1940 przebywał w obozie w Târgoviște, a następnie (do 29 sierpnia 1945) w obozie cywilnym w Pitești. W październiku 1945 został powołany do służby w ludowym Wojsku Polskim. Zmarł 18 stycznia 1948 w Warszawie i został pochowany na Cmentarzu Wojskowym na Powązkach (kwatera A10, rząd 7, grób 26).
Był żonaty z Anną z domu Czystiakow (1896–1990), z którą miał córkę Reginę (ur. 1926) i pasierbicę Irenę Kuczyńską (ur. 1916).

## Ordery i odznaczenia
- Krzyż Srebrny Orderu Wojskowego Virtuti Militari nr 446 – 19 września 1922[21]
- Krzyż Walecznych[22]
- Złoty Krzyż Zasługi – 10 listopada 1938 „za zasługi w służbie wojskowej”[23][24]
- Medal Pamiątkowy za Wojnę 1918–1921[1]
- Medal Dziesięciolecia Odzyskanej Niepodległości[1]
- Brązowy Medal za Długoletnią Służbę